# Helmut Vogel (Physiker)
Helmut Vogel (* 1929 in Stargard in Pommern; † 21. Februar 1997 auf Teneriffa) war ein deutscher Physiker. Bekannt ist er vor allem als Herausgeber des Lehrbuches Gerthsen Physik, dessen 12. bis 20. Auflage (1974–1999) er maßgeblich überarbeitete und erweiterte.

## Leben
Nach den Jugendjahren in Neustrelitz/Mecklenburg studierte Helmut Vogel an der Humboldt-Universität zu Berlin. Er wählte neben Physik auch verschiedene andere Fächer, musste jedoch aufgeben, u. a. weil er wegen seiner Agitationen für freie Wahlen „einige Semester“ in ein Stasi-Gefängnis eingesperrt wurde. An der Technischen Universität München nahm er sein Physikstudium wieder auf, promovierte 1960 über ein Thema der Festkörperphysik und habilitiert sich 1965 mit einer biophysikalischen Arbeit. 1966 ging er nach Los Angeles, um sich dort für zwei weitere Jahre in das Gebiet der Zellphysik zu vertiefen. Nach Europa zurückgekehrt arbeitete er für mehrere Jahre auf dem Gebiet der Molekulargenetik an einem Institut des CNRS in Montpellier. 1978 nahm er einen Ruf an die Technische Universität München an, wo er bis zu seiner Emeritierung 1994 Physik lehrte. 1997 starb Helmut Vogel überraschend durch einen Herzinfarkt bei einer Bergwanderung auf Teneriffa.

## Lehrbücher
- Gerthsen Physik. 20., aktualisierte Auflage. Springer, Berlin  1999, ISBN 3-540-65479-8.
- Physik. Volk u. Wissen, 1948, 1951, Springer, 1956, 1958, weitere Auflagen mit Hans Otto Kneser, Springer, ab 1960, mit Kneser und Helmut Vogel, 17. Auflage, 1993, 2001, sowie in den neuesten Auflagen:
- Vorkurs Physik. Einstieg für Studienanfänger. Zweite, verbesserte Auflage. Springer, Berlin 1993, ISBN 3-540-56635-X.
- Probleme aus der Physik. Beiheft mit Aufgaben und Lösungen zur 17. Auflage von Gerthsen/Vogel Physik. Springer, Berlin 1993, ISBN 3-540-51217-9.

## Veröffentlichung
- A better way to construct the sunflower head. In: Mathematical Biosciences. Band 44, Nr. 3–4, 1979, S. 179–89, doi:10.1016/0025-5564(79)90080-4 (Vogels Modell: ein mathematisches Modell für das Blütenmuster im Kopf einer Sonnenblume).

Illustration von Vogels Modell für n = 1..500